# Batalla del Mont Algidus
La batalla de Mont Algidus es va lliurar al 458 aC (o 457 aC) entre la República Romana i els eques prop del Mont Algidus, al Laci. El dictador romà Luci Quint Cincinnat va convertir una derrota romana en una important victòria.

## Antecedents
El govern de Roma ja era compartit entre els pobles romans originaris, els llatins i els sabins. Per exemple, la gens Quíntia, els quals van tenir una important influència sobre la vida pública de Roma durant aquesta època, eren d'origen llatí. Els hèrnics estaven aliats amb els romans, els etruscs no xocaven amb els romans tot i que la ciutat etrusca de veïs era molt a prop de Roma.
Els grans enemics de Roma en aquests temps eren els volscs i els eques. Els volscs eren al territori a l'oest de Roma, mentre que els eques eren a l'est. Ja sigui amb algun aliat o no, els eques atacaven permanentment Roma i els seus voltants. A més, els eques es van traslladar des dels Apenins cap a Tusculum (Frascati). Els seus atacs interferien amb el comerç i les comunicacions al llarg de la Via Llatina i del territori romà en general.
Dins de Roma, en aquesta època, existien disturbis. Hi havia conflicte entre els patricis i la plebs romana. També hi va haver una revolta per part dels esclaus de Roma en la qual aquests van prendre el Capitoli durant un temps considerable, juntament amb els temples més importants de la ciutat. Enmig d'aquesta revolta, el cònsol Valeri Publícola va morir. Els disturbis van finalitzar amb l'arribada d'un exèrcit des de Tusculum liderat pel dictador Luci Mamili. Mentrestant, Luci Quint Cincinnat va ser designat cònsol el reemplaçament de Publícola.
En 459 aC, els eques ocupar Tusculum. Com a resposta davant l'amenaça imminent, els romans van decidir enviar un exèrcit sota el comandament del cònsol Luci Corneli Cos Maluginense per ajudar a la seva ciutat aliada. El cònsol Quint Fabi Vibulà, qui en aquell moment es trobava assetjant Antium, també va mobilitzar les seves tropes per atacar Tusculum. Finalment, la gent de Tusculum va aconseguir recapturar la seva ciutat amb l'ajuda de Vibulà, que va poder matar molts eques prop del Mont Algidus. A continuació, es va establir una treva amb els eques.
No gaire després, el 458 aC, els eques van trencar la treva i van tornar a atacar Tusculum, acampant prop del Monte àlgid. Al mateix temps, un exèrcit sabí es va posar en marxa contra Roma. Ràpidament es van formar dos exèrcits romans: El cònsol Gai Nauci Rutil planejava endinsar-se en els territoris eques, mentre que el cònsol Luci Minuci Esquilí atacaria el campament del Mont Algidus.
Minuci no va arribar a atacar els eques, que, arribada la nit, havien començat a construir fortificacions al voltant del campament romà. Com que Nauti no va saber com manejar la situació, Cincinnat, el breu període com a cònsol havia acabat, va ser elegit dictador.

## Batalla
Cincinnat va triar al seu magister equitum i va realitzar una lleva al Camp de Mart, demanant a cada romà disponible que portés menjar per cinc dies i dotze valli. Els valli eren emprats per a construir una muralla protectora al voltant del campament, la sol·licitud de dotze valli en comptes d'un va ser una cosa inusual.
L'exèrcit romà va arribar al Mont Algidus a la nit. Cincinnat va enviar l'avís als romans assetjats que havia arribat i després va ordenar als seus homes construir una muralla al voltant dels eques. Aquests van atacar Cincinnat, però aviat van ser obligats a donar-li l'esquena per enfrontar-se a les tropes de Minuci, que havia abandonat el seu campament per reunir-se amb els seus compatriotes. La muralla al voltant dels eques va estar completa per a l'alba; Cincinnat va ordenar als seus homes, que havien marxat i treballat durant tot un dia sense cap descans, que ataquessin els eques dins de la muralla. Aquests, incapaços de contenir un atac en dos fronts, es van rendir. Cincinnat va deixar anar a tots els eques excepte als seus líders.

## Conseqüències
Els líders eques eren mantinguts presoners a Roma. El botí del saqueig del campament dels eques es va distribuir entre els homes de Cincinnat, mentre que els romans, que havien lluitat amb Minuci eren criticats i Minuci deposat.
Cincinnat va rebre un triomf romà, mentre que el cònsol Luci Mamili va rebre la ciutadania romana. Tot i haver estat elegit dictador durant sis mesos, Cincinnat va renunciar després de només setze dies.